# Jules Chéret
Jules Chéret (31 de maig de 1836 - 23 de setembre de 1932) va ser un pintor i litògraf francès que es convertiria en un mestre del cartellisme.
Va néixer a París, en una família d'artesans creatius, una mancança econòmica que va significar que Jules Chéret tingués una educació molt limitada. El seu germà petit era Joseph Chéret. Als tretze anys, va començar un aprenentatge de tres anys amb un litògraf. Fou llavors quan el seu interès per la pintura el va portar a apuntar-se a un curs d'art a l'École Nationale de Dessin.
Com la majoria d'artistes novells, Chéret va estudiar les tècniques de diversos artistes, antics i moderns, visitant els museus de París. Encara que algunes de les seves pintures li van fer guanyar-se un cert respecte entre els professionals del sector, va ser el seu treball de crear cartells d'anuncis que li van donar la fama que conserva avui.
Influenciat per les frívoles escenes representades en les obres de Jean-Honoré Fragonard i altres artistes rococós com ara Antoine Watteau, Chéret va crear el cartell vívid per als cabarets, teatres de varietats i els teatres com Eldorado, l'Olympia de París, el Folies Bergère, el Teatre de l'Òpera, l'Alcazar d'Ete i el Moulin Rouge. A causa de la gran demanda, va ampliar el seu negoci per proporcionar els anuncis per a les representacions de companyies itinerants, festivals municipals i després per les begudes i licors, perfums, sabons, cosmètics i productes farmacèutics. Eventualment es va convertir en una important força de publicitat, sumant a les companyies de ferrocarrils i un bon nombre de negocis de fabricació a la seva llista de clients.
El 1895, Chéret va crear la col·lecció Maîtres de l'Affiche, una significativa publicació de reproduccions artístiques classificades més petites que oferien les millors obres de dinou artistes parisencs. El seu èxit va inspirar una indústria que va conèixer l'aparició d'una nova generació de dissenyadors i de pintors de cartells com ara Charles Gesmar i Henri de Toulouse-Lautrec. Un dels seus alumnes va ser Georges de Feure (1868-1943).

A la seva vellesa, Jules Chéret es va retirar al balsàmic clima de la Costa Blava a Niça. Va morir el 1932 als 96 anys i va ser enterrat al cementiri Saint-Vincent, al barri de Montmartre de París.

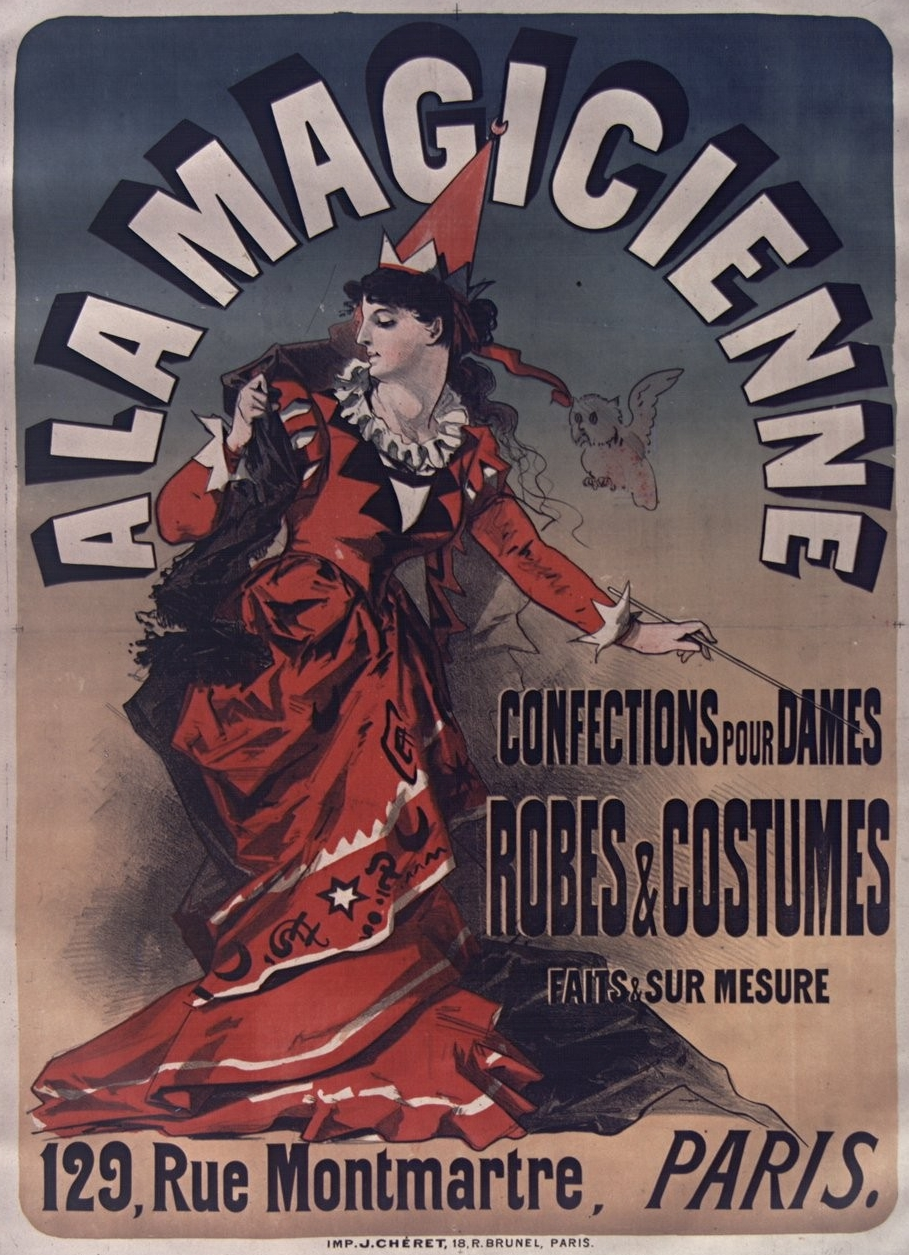
À la magicienne (1875)
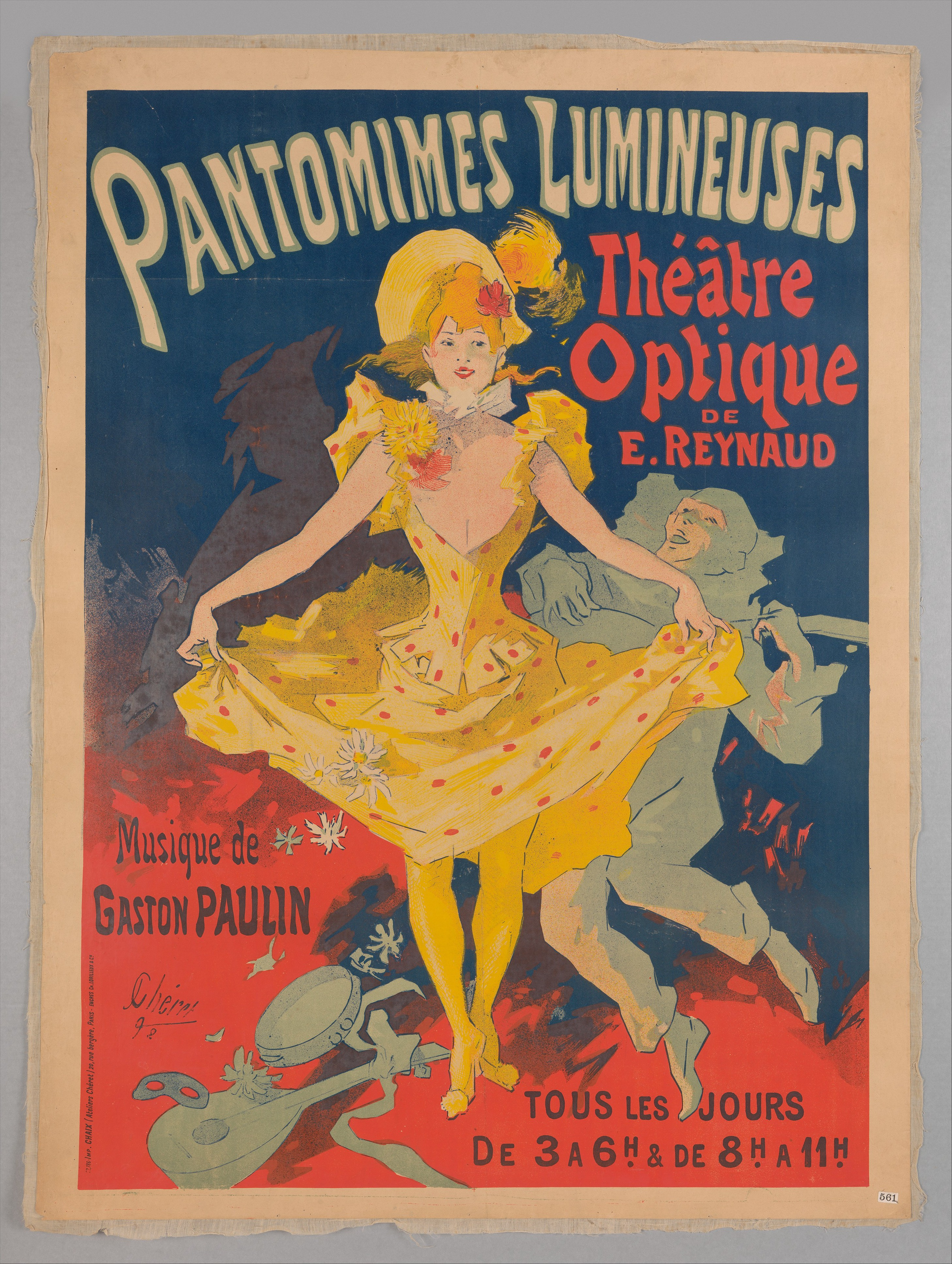
Pantomimes Lumineuses, Théâtre Optique d'E. Reynaud (1892)
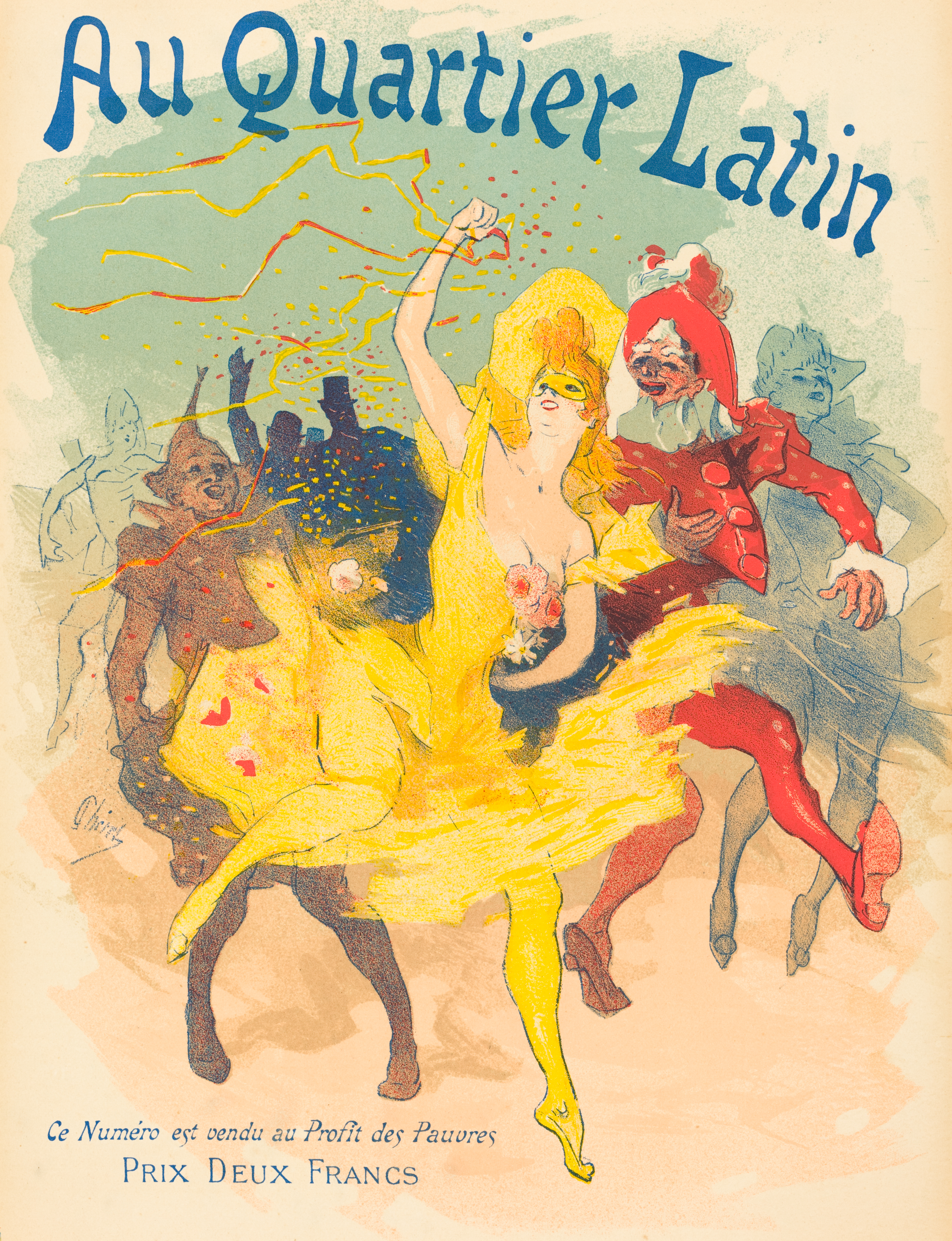
Au Quartier Latin (1894)
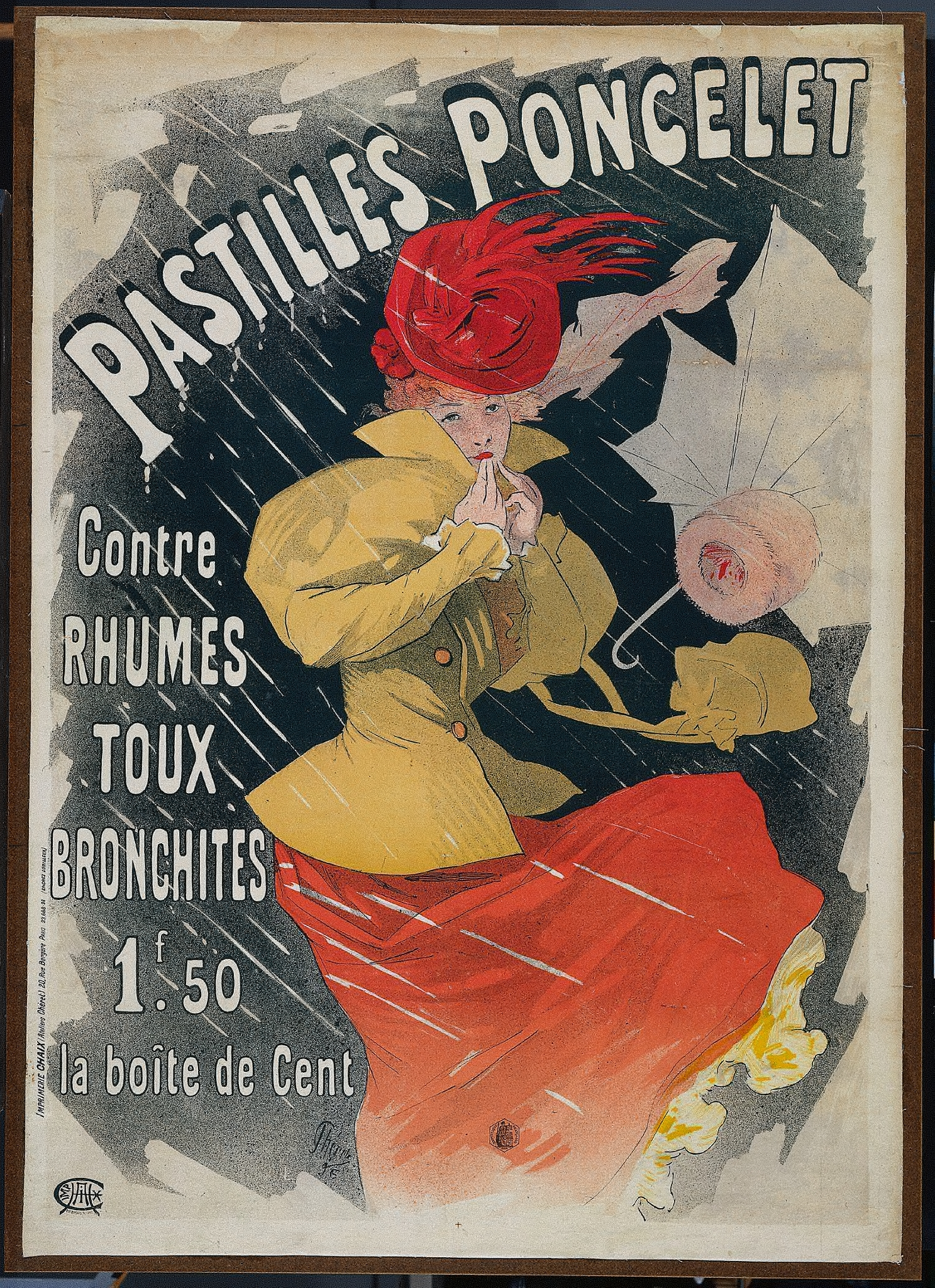
Pastilles Poncelet (1896)
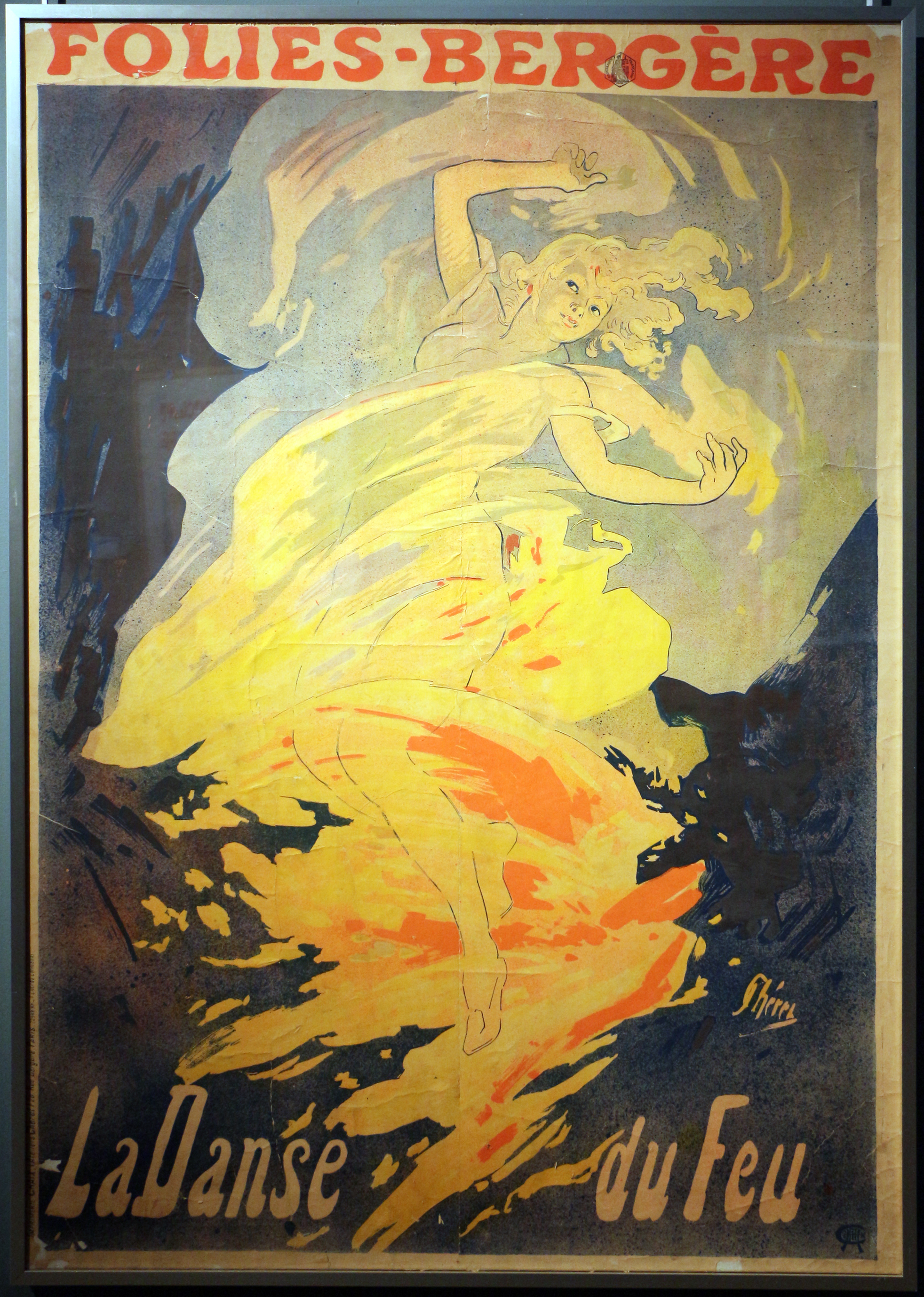
La dansa del foc, Folies-Bergère (1897)
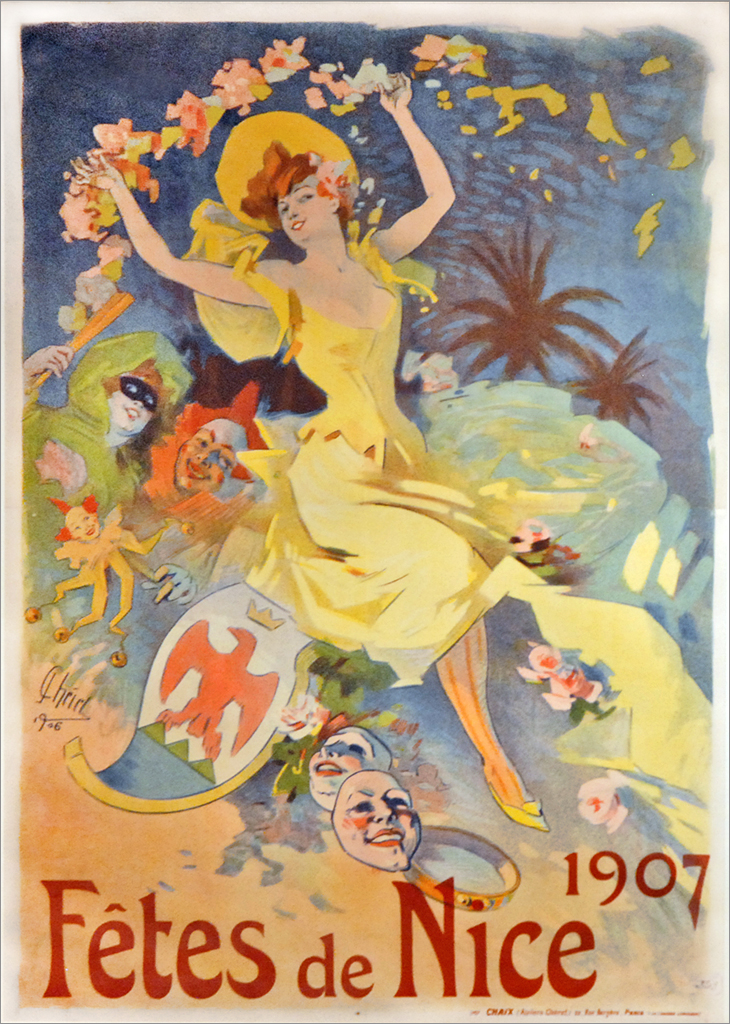
Festes de Niça 1907

El 1933 va ser homenatjat amb una exposició pòstuma de les seves obres en el prestigiós Salon d'Automne a París. El Museu de Belles Arts Jules Chéret és a Niça.